# اسکنر بیوفوتونیکی
اسکنر بیوفوتونیکی ابزاری است که میزان کاروتنوئید پوست را می‌سنجد. دانشمندان رابطهٔ مستقیمی بین میزان کاروتینویید پوست و عوامل شیوهٔ زندگی
سالم پیدا کرده‌اند. هنگامیکه میزان کاروتینویید پوست خود را می‌سنجیم، می‌توانیم نحوهٔ زندگی خود را بهبود ببخشیم. افزایش مصرف میوه و سبزیجات، مدیریت وزن، ترک سیگار و استفاده از مکمل‌های غذایی از این موارد هستند.

## رادیکال آزاد
همه روزه ما در معرض رادیکال‌های آزاد قرار می‌گیریم. (مولکول‌های ناپایداری که مقداری الکترون کم یا زیاد دارند)
در معرض این رادیکال‌ها قرار گرفتن، بخش طبیعی از زندگی ماست. اما در دنیای امروز بیش از اندازه در معرض آنها هستیم و بنابراین آسیب‌های جدی به ما وارد می‌شود. آلودگی محیط زیست، رژیم غذایی نامتعادل، مواد نگهدارنده و مواد افزودنی در مواد غذایی، استرس جسمی و روانی معرفی رادیکال‌های آزاد بدن شما است. وجود رادیکال آزاد در بدن موجب پیری زودرس می‌شود.

## آنتی‌اکسیدان‌هاجلوی رادیکال‌های آزاد را می‌گیرند
آنتی‌اکسیدان‌ها در میوه جات و سبزیجات فراوانند. در یک رژیم غذایی سالم، حتماً باید به بافت بدن آنتی‌اکسیدان رسانده شود. کاروتینوییدها دستهٔ مهمی از  آنتی‌اکسیدان‌ها هستند. وظیفهٔ آنها قرمز، زرد و نارنجی نگه داشتن میوه‌ها و سبزی‌ها است. در بدن ما کاروتینوییدها وظیفه حفاظت از سلول‌ها را دارند.
دانشمندان پیشنهاد دادند که اسکنر بیوفوتونیکی گزینهٔ خوبی است تا میزان آنتی‌اکسیدان بدن را به وسیلهٔ آن بسنجند.

## طیف‌سنجی رامان
تکنولوژی اسکنر بیوفوتونیکی بر پایهٔ روش نوری به نام طیف‌سنجی رامان است که سالها در تحقیقات آزمایشگاهی مورد استفاده قرار می‌گرفت. تنها در سالهای اخیر است که از طیف‌سنجی رامان برای اندازه‌گیری در بافت‌های زنده استفاده می‌شود.
پراکندگی ناکشسان نور توسط آدولف اسمکال در سال ۱۹۲۱ پیش‌بینی شده بود ولی این پدیده در سال ۱۹۲۸ مشاهده شد. یکی از کاشفان این پدیده را اثر رامان به نام دانشمند هندی سر رامان که این اثر را با استفاده از نور خورشید مشاهده کرده بود به نام او نامیدند که در سال ۱۹۳۰ برای این کشف وی توانست نوبل فیزیک را دریافت کند. جمع‌بندی و چارچوب بندی این اثر فیزیکی توسط فیزیکدان جورج پلاکزیک چکوسلوواک بیسن سال‌های ۱۹۳۰ تا ۱۹۳۴ توسعه و کامل نمود. در حال حاضر به عنوان منبع از لیزر استفاده می‌شود.
طیف‌سنجی رامان برای شناسایی ساختار مولکولی بسیار مناسب است با این روش تعیین فرکانس‌های چرخشی و ارتعاشی مولکول، ارزیابی هندسی و حتی تقارن مولکول‌ها امکان‌پذیر است. در برخی موارد که امکان تعیین ساختار مولکولی وجود ندارد، می‌توان با تکیه بر فرکانس‌های ثبت شده، قرار گرفتن اتم‌ها در یک مولکول را بررسی کرد. اطلاعاتی که توسط طیف‌سنجی مادون قرمز و رامان به دست می‌آید، بسیار مشابه هستند. به تازگی ساختار پیچیده مولکول‌های زیستی با طیف‌سنجی رامان تعیین شده‌است. طیف رامان اطلاعات با ارزشی را نیز در زمینه فیزیک حالت جامد ارائه می‌کند. چون طیف‌سنجی رامان را می‌توان به راحتی برای مطالعه اجزاء و گروه‌های شیمیائی در محیط آب به کاربرده استفاده از این تکنیک در مطالعه موجودات زنده از اهمیت خاصی برخوردار است.
در این طیف نگاری ضخامت خط تقریباً متناسب با قدرت سیگنال حاصل از طیف‌سنجی‌های مختلف است که این طیف‌سنجی با استفاده از ارتعاش، چرخش و حالات دیگر رخ می‌دهد. طیف‌سنجی رامان برای شناسایی ساختار مولکولی بسیار مناسب است با این روش تعیین فرکانس‌های چرخشی و ارتعاشی مولکول، ارزیابی هندسی و حتی تقارن مولکول‌ها امکان‌پذیر است. در برخی موارد که امکان تعیین ساختار مولکولی وجود ندارد، می‌توان با تکیه بر فرکانس‌های ثبت شده، قرار گرفتن اتم‌ها در یک مولکول را بررسی کرد.
اطلاعاتی که توسط طیف‌سنجی مادون قرمز و رامان به دست می‌آید، بسیار مشابه هستند. به تازگی ساختار پیچیده مولکول‌های زیستی با طیف‌سنجی رامان تعیین شده‌است. طیف رامان اطلاعات با ارزشی را نیز در زمینه فیزیک حالت جامد ارائه می‌کند. برهم‌کنش نور با ماده در ناحیه زیر قرمز می‌تواند به دو صورت جذب و پراکندگی انجام گیرد. این دو پدیده اساس شناسایی و اندازه‌گیری ترکیبات به دو روش طیف نورسنجی جذبی زیرقرمز و پراکندگی رامان را تشکیل می‌دهند. پدیده پراکندگی رامان، دارای علامت ضعیفی است. به همین دلیل تا سال ۱۹۸۲ این پدیده شناخته نشده بود. البته باید خاطر نشان نمود که چندین سال قبل از کشف پدیده رامان، پراکندگی نور به وسیله جامدات، مایعات و گازهای شفاف مورد بررسی قرار گرفته بود. چند ماه پس از کشف رامان، فیزیکدانان روسی به‌طور مستقل در زمینه وجود این اثر در بلورها به نتایج جالبی دست یافتند و این پدیده را به جای اثر رامان، پراکندگی مرکب نامیدند. در سالیان اخیر پیشرفت تکنیک‌های لیزری موجب بررسی بیشتر در مورد اثر رامان و کشف تعدادی از پدیده‌های مرتبط به آن شده‌است. با توجه به توانایی‌های لیزر از جمله قابلیت تشدید، تمرکز و اهمیت این خواص در رابطه با پدیده رامان، لیزر به عنوان منبع مناسبی برای طیف‌سنجی رامان به‌شمار می‌رود. در این روش عموماً از لیزرهای آرگون و کریپتون استفاده می‌شود. (چون موج پیوسته بالایی دارند). البته اغلب لیزرهای رنگینه‌ای قابل تنظیم در پراکندگی رامان به کار برده می‌شوند.

## کاربرد رامان در اسکنر بیوفوتونیکی

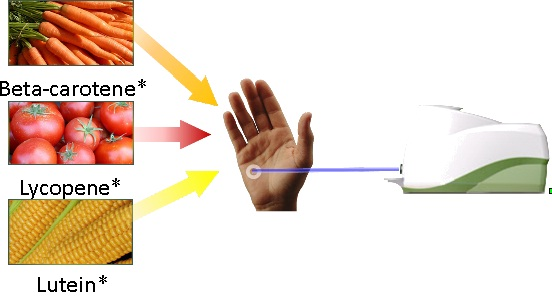

کاروتینوییدها می‌توانند توسط روش‌های اپتیکی که به اختلاف طیفی وابسته‌است، شناسایی شوند. اما به این علت که روی سطح پوست مقادیر زیادی از رنگدانه‌های دیگر مانند ملانین و هموگلبولین وجود دارد، روی اندازه‌گیری تداخل ایجاد می‌شود؛ بنابراین اندازه‌گیری دقیق میزان کاروتینوییدها با این روش ممکن نیست. روش‌های شیمیایی مانند رنگ نگاری مایع فشار بالا و طیف‌سنجی جرمی نیز تکنیک‌های مهمی برای شناسایی کاروتینوییدها هستند. اما بر خلاف روش‌های اپتیکی، روش‌های شیمیایی نیاز به نمونه بافت دارد.
روش جدید یعنی اسکنر بیوفوتونیکی که بر پایهٔ طیف‌سنجی تشدید رامان کار می‌کند، میزان کاروتینویید پوست را با استفاده از سیگنال رامان در بافت انسان اندازه‌گیری می‌کند. این سیگنال‌ها تنها ساختار یک مولکول واحد یعنی کاروتینویید را بررسی می‌کند و این اندازه‌گیری با مولکول‌های دیگر تداخل نمی‌کند.
هنگامیکه نور آبی (۴۷۳ نانومتر) به کاروتینوییدها می‌تابد، انرژی منعکس شده به سبز (۵۱۰ نانومتر) شیفت پیدا می‌کند. طول پیوند و پیوند متناوب یگانه و دوگانه در کاروتینوییدها باعث می‌شود که فقط آنها بتوانند نور آبی را به سبز شیفت دهند.
آنتی‌اکسیدان‌هایی که مصرف می‌کنید، در سلول‌ها و بافت‌ها جمع می‌شوند
اسکنر بیوفوتونیکی غلظت کاروتینویید آنتی‌اکسیدان شما را که در بافت دستتان است را اندازه‌گیری می‌کند.
هنگامیکه نور بازتابی از دست توسط اسکنر بیوفوتونیکی جمع شد، داده‌ها به کامپیوتر منتقل می‌شود. میزان کاروتینویید پوست به صورت نمودارهای رنگی از قرمز (کاروتینویید کم) تا آبی (کاروتینویید زیاد) نشان داده می‌شود.